# Mimogmodera congoensis
Mimogmodera congoensis là một loài bọ cánh cứng trong họ Cerambycidae.